# Moddi
Moddi é o projeto de pós-rock do músico norueguês Pål Moddi Knutsen. Ele lançou o seu primeiro EP pela Playground Music em agosto de 2008. Este foi divulgado como um "split" (álbum em conjunto) em forma de vinil, com o artista Einar Stray. Moddi acabou recebendo boas críticas do site Pitchfork pela sua apresentação no festival Øyafestivalen em 2008.
As gravações do seu primeiro álbum terminaram no final de setembro de 2009 e foram realizadas no Greenhouse Studio em Reykjavik, Islândia. O álbum foi produzido por Valgeir Sigurðsson, e foi lançado em fevereiro de 2010.
Em Janeiro de 2010, Moddi recusou a aceitar um prêmio de 800 mil coroas norueguesas doado a ele pela empresa Statoil, uma das maiores companhias de petróleo e gás do mundo. O motivo revelado pelo músico foi o de que a Statoil não cumpria com as metas estabelecidas para o combate às mudanças climáticas.
Em Março de 2011 escreveu em seu blog que tem a intenção de editar e lançar alguns livros já escritos por ele, e que pretende fazer isso antes da gravação de seu segundo álbum.
Moddi é disléxico e aprendeu a tocar acordeão aos 9 anos de idade.

## Discografia
- 2007 — Rubato EP
- 2009 — Live Parkteateret
- 2010 — Floriography